# Fernand Labori
Fernand Gustave Labori (ur. 18 kwietnia 1860 w Reims, zm. 14 marca 1917 w Paryżu) – francuski adwokat, polityk, deputowany.

## Życiorys
Był obrońcą w głośnych procesach: Auguste’a Vaillanta, Alfreda Dreyfusa, Émile’a Zoli, Henrietty Caillaux.
W latach 1906–1910 był deputowanym do Zgromadzenia Narodowego.
Zmarł 14 marca 1917 i został pochowany na Cmentarzu Montparnasse.